# 만다린 항공

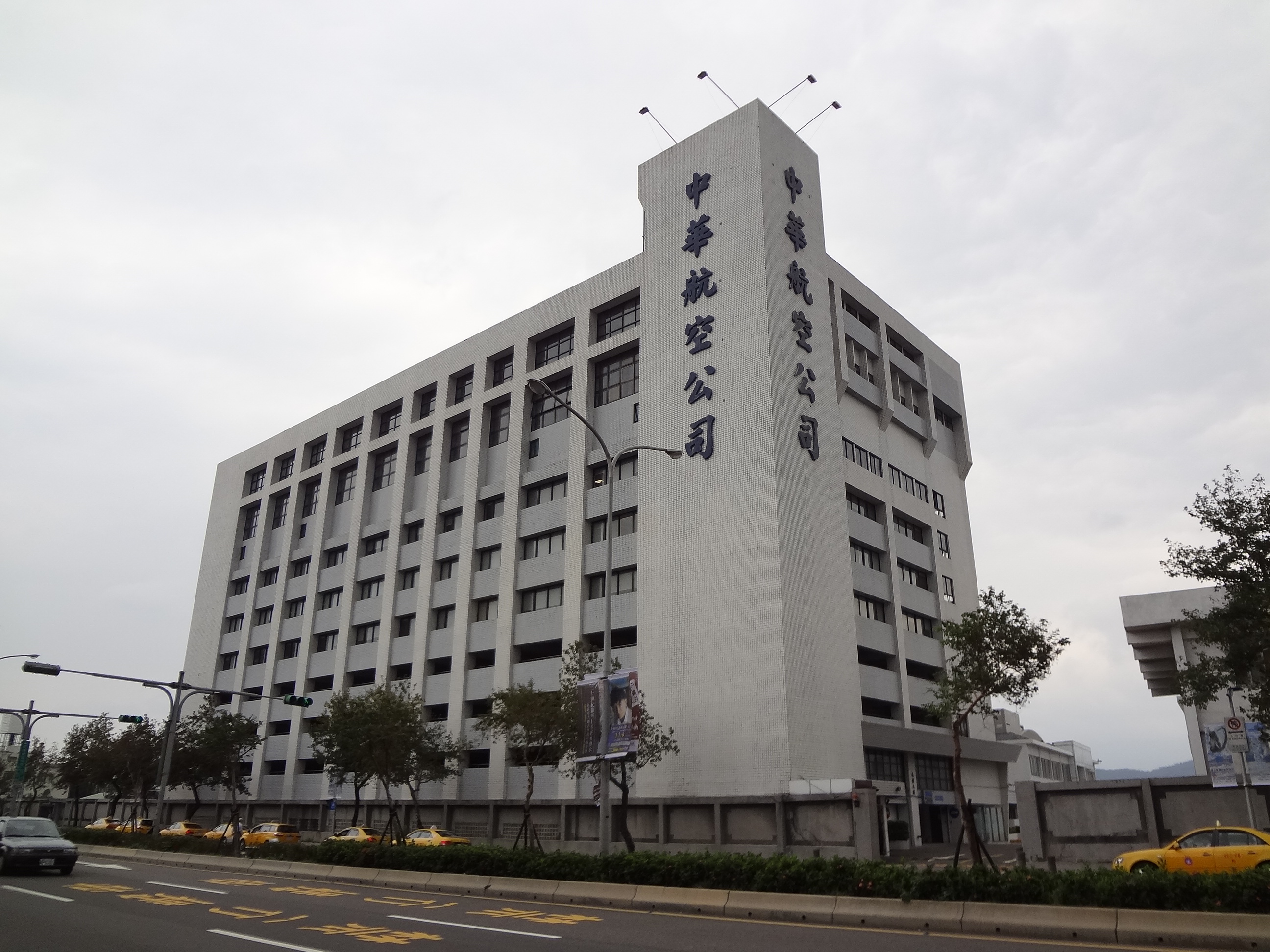
만다린항공 본사 전경

만다린항공(중국어: 華信航空, 영어: Mandarin Airlines)은 대만의 항공사로 본사는 대만의 수도 타이베이시에 위치해 있으며 허브 공항은 타이중 국제공항을 사용하고 있다.

## 역사
1991년 6월 1일에 설립된 만다린 항공은 설립 당초 화신그룹과 합작(1992년 자본을 인상)에서 호주, 캐나다, EU 역내 등 대만과 대립하는 중국 정부의 압력으로 중화항공이 취항하지 못한 지역에 항공편 확보를 맡았으며 지금도 몇몇 중화항공 소속 비행편이 만다린 항공 도장으로 운항하고 있다.
그리고 나중에 중화항공의 자회사가 되었으며 1999년 8월 8일 국화항공을 합병하면서 현재는 국내선과 근거리 국제선을 중심으로 운항하고 있다.

## 운항 노선
- 2012년 1월 현재 만다린항공은 다음과 같은 노선을 취항하고 있다.

### 코드쉐어 협정
- 만다린항공은 다음과 같은 항공사와 코드쉐어 협정을 체결하고 있다.

| - 중국동방항공 (스카이팀) - 중국남방항공 - 상하이 항공 (스카이팀) - 샤먼 항공 (스카이팀) |

## 보유 기종

### 현재 사용하는 기종
- 2022년 1월 기준으로 만다린 항공은 다음과 같이 보유하고 있으며 평균 기령은 4.7년이다[1][2].

## 사건 및 사고
- 1999년 8월 22일 중화항공 642편이 홍콩 국제공항에 착륙하던 중 추락하여 3명의 사망자가 발생했다. 이 비행기는 만다린 항공의 맥도넬더글러스 MD-11에 의해 운항되었다.
- 2012년 8월 17일 만다린 항공 369편은 마궁공항 20번 활주로에서 부적절한 착륙과 감속 기법으로 폭우시 활주로 이탈을 경험했다. E-190 항공기는 의도적으로 활주로 옆면을 조향해 콘크리트 활주로 조명 4개의 밑부분을 타격해 노즈 기어가 붕괴됐다. 그 사고로 인한 부상자는 보고되지 않았다.

## 같이 보기
- 대만의 항공사 목록
- 대만의 공항 목록
- 대만의 기업 목록
- 대만의 교통
- 중화항공